# Bulharská armáda

Bulharská válečná standarta.

Bulharská armáda (Българска армия) je jméno ozbrojených sil Bulharska, které zahrnují armádu, námořnictvo a letectvo. Vrchním velitelem armády je prezident Bulharské republiky. V průběhu historie byla hlavním posláním armády obrana bulharské suverenity. Krátce po osvobození z područí Osmanské říše se Bulharsko stalo regionální vojenskou velmocí, jejíž síly se podílely v balkánských válkách a také na první a druhé světové válce. Během studené války udržovalo jednu z největších armád Varšavské smlouvy. Po pádu komunismu byl počet vojenského personálu výrazně redukován. Roku 2004 se Bulharsko stalo součástí NATO.
Patronem Bulharské armády je svatý Jiří. Jeho svátek je dnem armády a národním svátkem.

## Historie Bulharské armády
Moderní historie Bulharské armády se datuje do roku 1878, kdy se 12 praporů zúčastnilo rusko-turecké války s cílem osvobodit území Bulharska od osmanské nadvlády. Během sjednocení bulharského území s Východní Rumélii se sousední Srbsko pokusilo obsadit bulharské hlavní město Sofii. Srbská vojska byla poražena a sjednocení Bulharska bylo uznáno tehdejšími mocnostmi.

### Balkánské války
První balkánská válka proběhla letech 1912 až 1913 Bulharsko vstoupilo do války proti Turecku spolu se svými spojenci z Balkánského spolku, jejich cílem bylo obsadit co největší část z evropských území rozpadající se Osmanské říše. Bulhaři spolu se Srby ovládli po těžkých bojích město Drinopol, avšak „závod“ o obsazení Soluně prohráli těsně s Řeky.
Druhá balkánská válka vypukla proto, že Srbsko odmítlo nároky Bulharů na území části Makedonie i tzv. nesporného pásma, které před První balkánskou válkou slíbili Srbové vydat. Bulhaři byli nespokojení a bulharský car Ferdinand I. vydal bez vědomí vlády rozkaz armádě, aby vytlačila bývalé spojence ze sporného území. Bulhaři zaútočili proti Srbům a po počátečním úspěchu přešli Srbové spolu s Řeky do protiofenzívy. Do války se zapojilo Turecko které znovu ovládlo Drinopol. Do války proti Bulharsku se zapojilo i Rumunsko, jehož síly postupovaly na Sofii. Bulharko bylo poraženo a ztratilo rozsáhlá území dobytá v předchozí válce

### První světová válka
Za první světové války bojovali Bulhaři na straně Ústředních mocností. Do války vstoupili, aby získali Makedonii. V roce 1915 se Bulharsko podílelo na porážce Srbska. Bulharská 1. armáda zaútočila na jih Srbska. Bulhaři po porážce Srbska obsadili území Makedonie a také oblast kolem města Niš. Válka byla v samotném Bulharsku nepopulární, protože bulharští vojáci bojovali spolu s muslimskými Turky proti křesťanským souvěrcům z ostatních balkánských národů. V roce 1918 Bulhaři kapitulovali a obsazená území vyklidili.

### Meziválečné období
Po prohrané válce muselo Bulharsko silně redukovat ozbrojené sily na pouhých 20 tisíc mužů a nesmělo vlastnit válečné námořnictvo a těžké dělostřelectvo. Bylo mu rovněž zakázáno organizovat branou povinnost.

### Druhá světová válka
Během druhé světové války Bulharsko bojovalo po boku Německa. Jeho cílem bylo především získat na Srbsku území osídlené Bulharskou většinou, tedy Makedonii. Tohoto cíle země dosáhla, přestože se její vojska nezúčastnila invaze do Sovětského svazu, bulharské námořnictvo se však dostalo do několika střetů se Sovětskou Černomořskou flotilou. Bulharské jednotky bojovaly s různými odbojovými skupinami po celém Balkáně. V roce 1941 vyhlásila bulharská vláda válku Spojeným státům americkým. Toto rozhodnutí vedlo k náletům na Sofii. 5. září 1944 vyhlásil Sovětský svaz Bulharsku válku a jeho jednotky vstoupily na Bulharské území. Následně 8. září se bulharská armáda připojila k Rudé armádě v bojích proti nacistickému Německu.

### Studená válka
Od obsazení Bulharska Rudou armádou vládla v zemi komunistická vláda. Roku 1955 vstoupilo Bulharsko do Varšavského paktu. V srpnu roku 1968 se Bulharská armáda podílela na invazi do Československa. Během studené války došlo k několika střetům s řeckou armádou

### Současnost
Od roku 2004 je Bulharsko členem Severoatlantické aliance. Bulharští vojáci se v rámci mezinárodních jednotek zúčastnili války v Iráku.

## Organizace

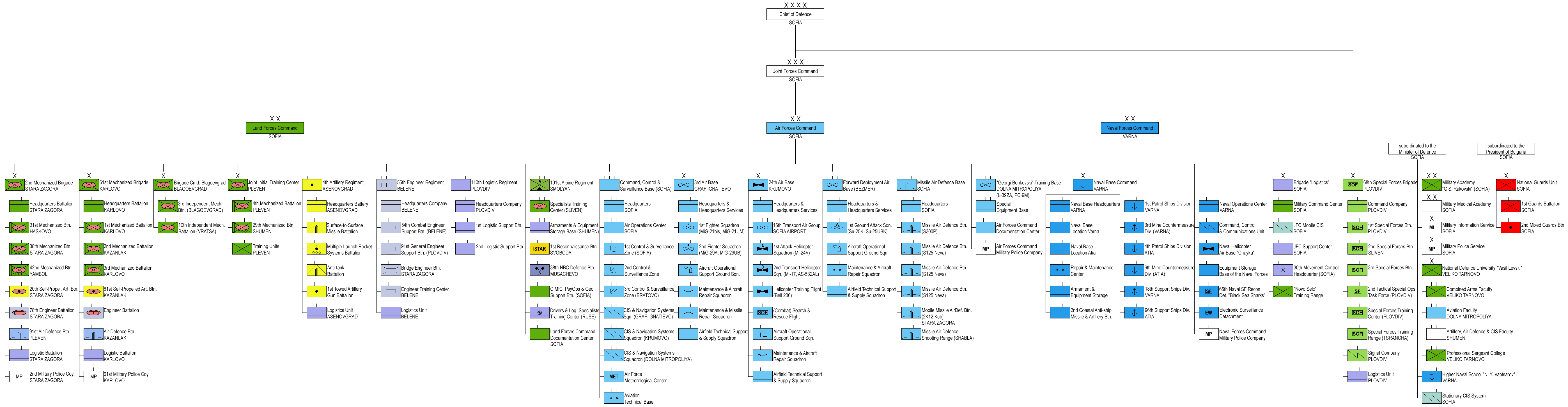
Struktura bulharských ozbrojených složek

Bulharská armáda se dělí na:
- pozemní síly
- letectvo
- námořnictvo